# Sagliano Micca
Sagliano Micca là một đô thị ở tỉnh Biella vùng Piedmont của nước Ý, có vị trí cách khoảng 70 km về phía đông bắc của of Torino và khoảng 6 km về phía bắc của of Biella.
Sagliano Micca giáp các đô thị: Andorno Micca, Biella, Fontainemore, Gaby, Issime, Miagliano, Piedicavallo, Pralungo, Quittengo, Rosazza, San Paolo Cervo, Tavigliano, Tollegno, Veglio.
Từng có tên Sagliano, thành phố đã được đổi tên theo anh hùng Pietro Micca trong cuộc bao vây Torino năm 1706.